# Séquence Devignée
La séquence Devignée ou ensemble Devignée est un ensemble de cinq maisons contiguës présentant plusieurs éléments de style Art nouveau à Liège. Elle a été réalisée par l'architecte liégeois Maurice Devignée.

## Situation
Les cinq maisons de la séquence Devignée se situent à Liège sur la rive droite de la Meuse, dans le quartier d'Amercœur, au coin des rues Herman Reuleaux et Frédéric Nyst. Les maisons sises rue Herman Reuleaux occupent les nos 62, 64 et 66. Celles situées rue Frédéric Nyst se trouvent aux nos 65 et 67. Ces deux rues abritent d'autres maisons de style Art nouveau aux nos 25, 27 et 39 de la rue Herman Reuleaux et aux nos 57 et 79 de la rue Frédéric Nyst.

## Description
Les façades de ces cinq maisons ont toutes été érigées en brique. Brique blanche pour le no 64 de la rue Reuleaux et brique rouge pour les autres immeubles. Elles comptent chacune deux travées (excepté la maison de coin) et trois niveaux (deux étages). Elles se différencient toutefois par la nature et la hauteur des soubassements, la forme des baies et des corniches, les nombreuses ancres de façade et les remarquables ferronneries. Toutes ces maisons sont signées par l'architecte Maurice Devignée, auteur par ailleurs de l'hôtel Verlaine situé dans le centre de Liège. La date précise de ces constructions n'est pas connue mais se situe vraisemblablement entre 1905 et 1911.
Parmi les éléments les plus significatifs de style Art nouveau, on peut citer de droite à gauche :
- au no 62 de la rue Reuleaux : la porte d"entrée sculptée et sa baie d'imposte ornée de vitraux et petits bois courbes, l'encadrement du soupirail en pierre de taille sculptée de formes géométriques, la ferronnerie, les pilastres sur la travée principale et la corniche à niveaux différents.
- au no 64 de la rue Reuleaux : le haut soubassement en pierre calcaire, la brique blanche parsemée de brique bleue, le soupirail en arc outrepassé et sa grille de protection en fer forgé, la baie du rez-de-chaussée entourée d'un arc de décharge aussi en forme d'arc outrepassé, la présence de briques bleues formant carrés et bandeaux, les vitraux bicolores sur plusieurs baies dont celle en triplet du premier étage.

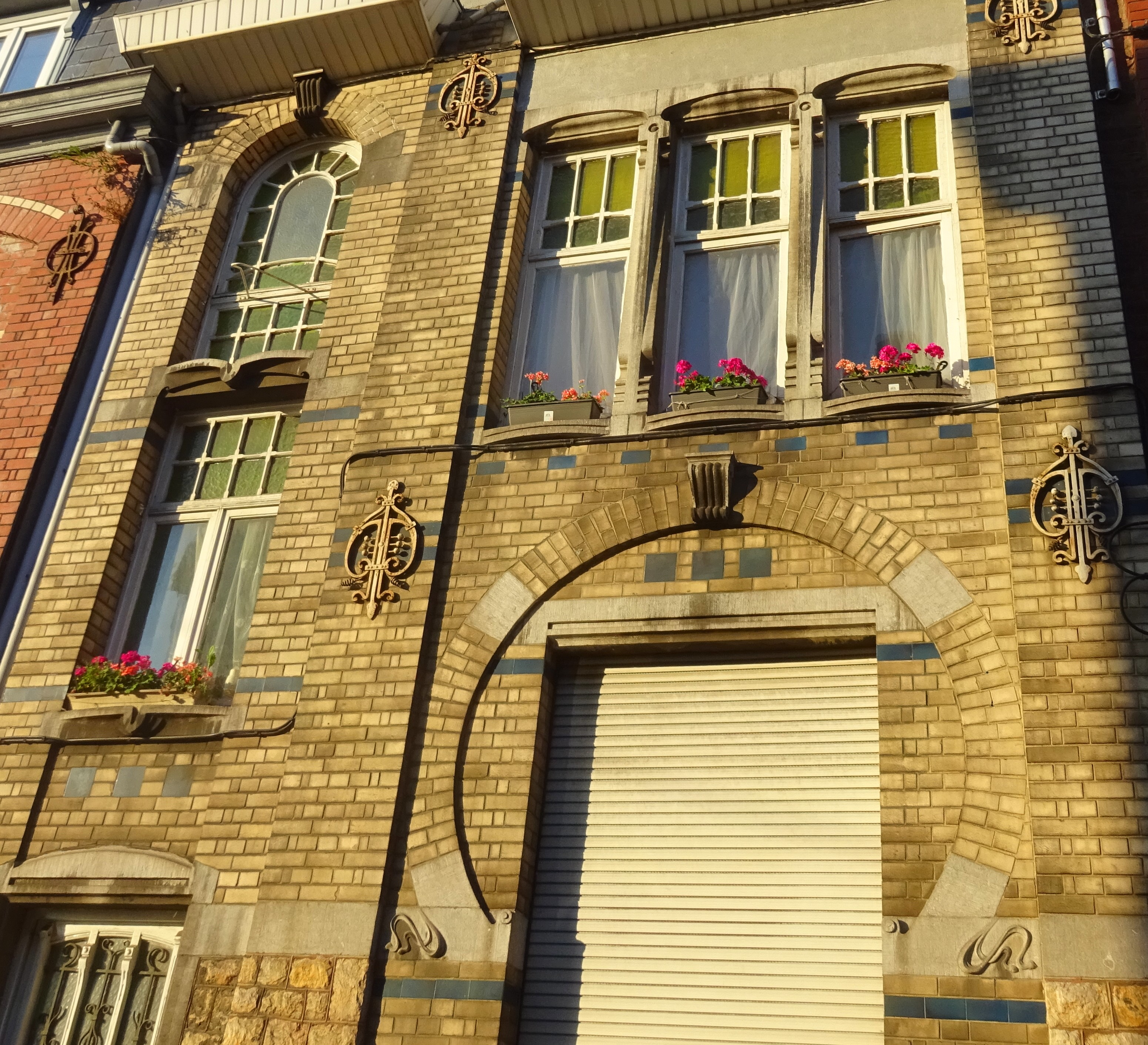
Rue Reuleaux, no 64

- au no 66 de la rue Reuleaux : maison de coin faisant corps avec l'immeuble voisin du no 67 de la rue Frédéric Nyst.

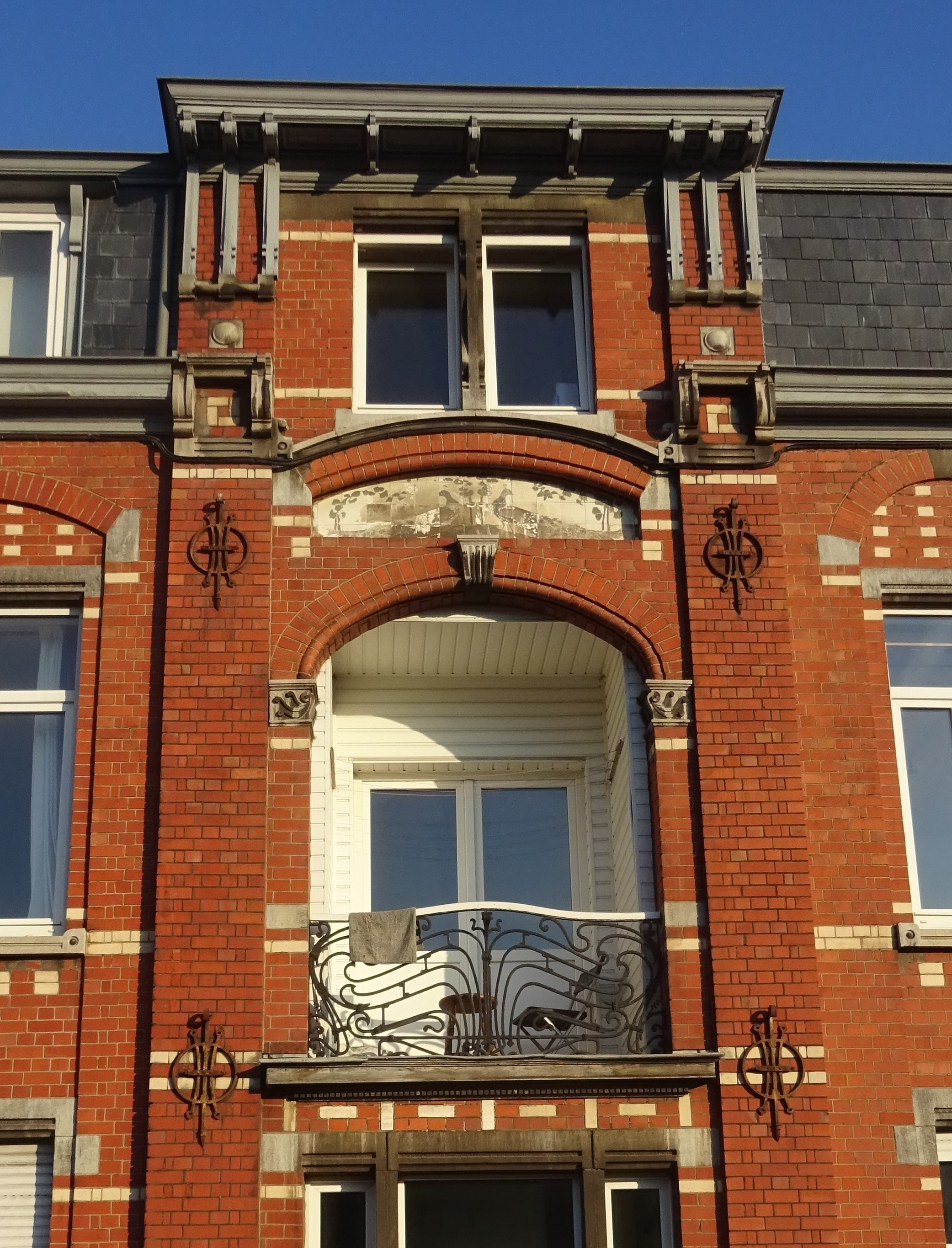
Rue Frédéric Nyst, no 67

- au no 67 de la rue Frédéric Nyst : la loggia du premier étage précédée d'un garde-corps en fer forgé aux lignes courbes et surmontée d'un panneau de céramiques représentant des paons (en mauvais état), la présence de briques blanches formant carrés et bandeaux et la corniche avec modillons sur une seule travée.

- au no 65 de la rue Frédéric Nyst : les trois protections des baies en fer forgé aux lignes courbes configurant des cercles et des étoiles (aux étages), la travée de droite en ressaut, la baie du premier étage formant un arc en plein cintre surmonté d'une moulure en pierre de taille en arc brisé et la corniche à niveaux différents.

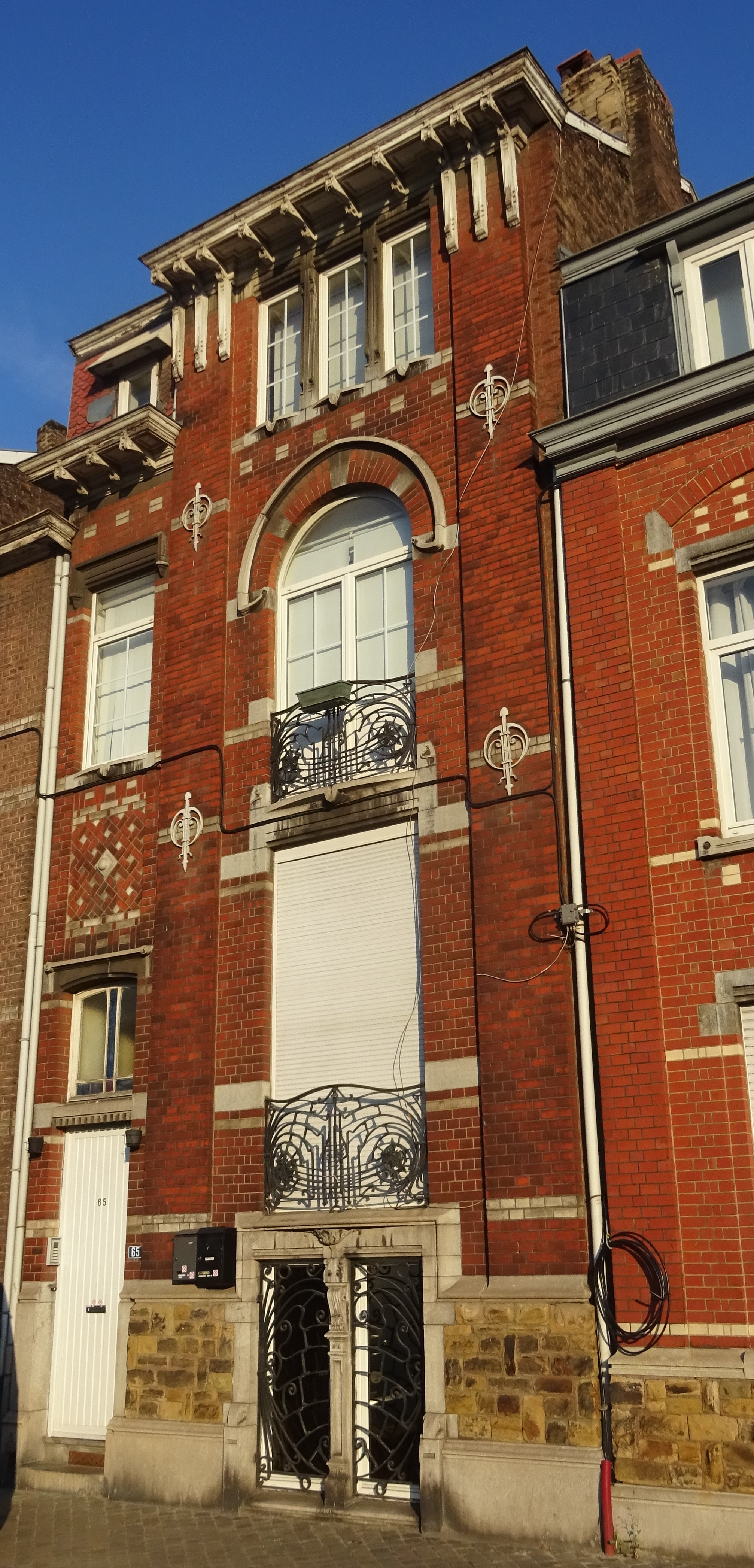
Rue Frédéric Nyst, no 65

## Source
- « Inventaire du patrimoine culturel immobilier - Séquence Devignée », sur spw.wallonie.be (consulté le 13 janvier 2018)